# Anthias
Anthias é um género de pequenos peixes ósseos pertencentes à subfamília Anthiinae. A maioria das espécies ocorre nos recifes de coral profundos das regiões tropical e subtropical do Oceano Atlantico, em geral muito abaixo das profundidades visitáveis em mergulho autónomo. Uma única espécie, A. noeli, ocorre nos recifes coralinos profundos do leste do Oceano Pacífico. Os membros deste género apresentam em geral de cores vivas, com destaque para o vermelho, laranja e rosado, sendo que as espécies de maiores dimensões atingem 29 cm de comprimento. Ocorrem em cardumes que se alimentam de zooplâncton.

## Espécies
O género já teve uma abrangência muito maior, incluindo espécies que entretanto foram movidas para outros géneros, com destaque para os géneros afins Callanthias, Odontanthias e Pseudanthias. Com base no FishBase, as seguintes espécies estão actualmente incluídas no género Anthias:
- Anthias anthias (Linnaeus, 1758)
- Anthias asperilinguis Günther, 1859
- Anthias cyprinoides (Katayama & Amaoka, 1986)
- Anthias helenensis Katayama & Amaoka, 1986
- Anthias menezesi Anderson & Heemstra, 1980[3]
- Anthias nicholsi Firth, 1933
- Anthias noeli Anderson & Baldwin, 2000
- Anthias woodsi Anderson & Heemstra, 1980[3]